# Maurizio Checcucci
Maurizio Checcucci, född 26 februari 1974 i Florens,  är en italiensk friidrottare som tävlar i kortdistanslöpning.

## Personliga rekord
- 100 meter – 10,26 från 2009